# Rotting Christ
Rotting Christ es una banda griega de black metal formada en Atenas en el año de 1984 bajo el nombre de Black Church.
A pesar de iniciar en sus demos con una fusión entre death metal y grindcore, pronto abandonarían el grindcore y se destacarían por ser una de las primeras bandas de black metal dentro de esta región, así como una de las más importantes dentro de la escena del metal underground europeo.

## Historia
Formada por los hermanos Sakis y Themis Tolis, en sus inicios el grupo tocaba una cruda mezcla de death metal con elementos de grindcore. Un año más tarde la banda decide volcar su estilo al death metal y black metal en la vena de Bathory y Venom.
En esos primeros años los miembros de la banda utilizaban nombre tales como Necromayhem (Sakis), Necrosauron (Themis) y Mutilator (el bajista original Jim).
Luego de cambiar de estilo la banda graba varios demos y discos de corta duración, presentándose a la vez pocas veces en vivo, pero la situación se revertiría con el tiempo. Siendo respetados por gente de la escena black metal, como los polémicos Euronymous o Varg Vikernes, Rotting Christ incluyó atmósferas oscuras y teclados desde sus primeros lanzamientos.
Una de las primeras apariciones importantes de la banda fue en el «Fuck Christ Tour» de 1993 junto a Immortal y Blasphemy. Durante este concierto, algunos miembros de la audiencia se involucraron en cortes y automutilaciones que resultaron en hospitalización.
Rotting Christ se ha presentado en muchos países fuera de su Grecia natal, tocando en distintos lugares de América, Europa, como también en Rusia, el Reino Unido, Malta y Oriente Medio. Varios festivales de heavy metal en todo el mundo han acogido a la banda, incluido el Wacken Open Air 2003 en Schleswig-Holstein, Alemania. Entre sus compañeros de gira podemos nombrar a My Dying Bride, Tristania, Tiamat, Vintersorg, Finntroll, Agathodaimon, Old Man's Child, Malevolent Creation, Anorexia Nervosa, Vader, Krisiun, Deicide, Behemoth, Melechesh y Nile, entre muchos otros.
El año 1996 marca la partida del bajista Jim «Mutilator», a partir de esa fecha la banda atraviesa un periodo en el que entran y salen miembros de la banda, permaneciendo como base estable y compositiva los hermanos Tolis y el bajista Andreas.

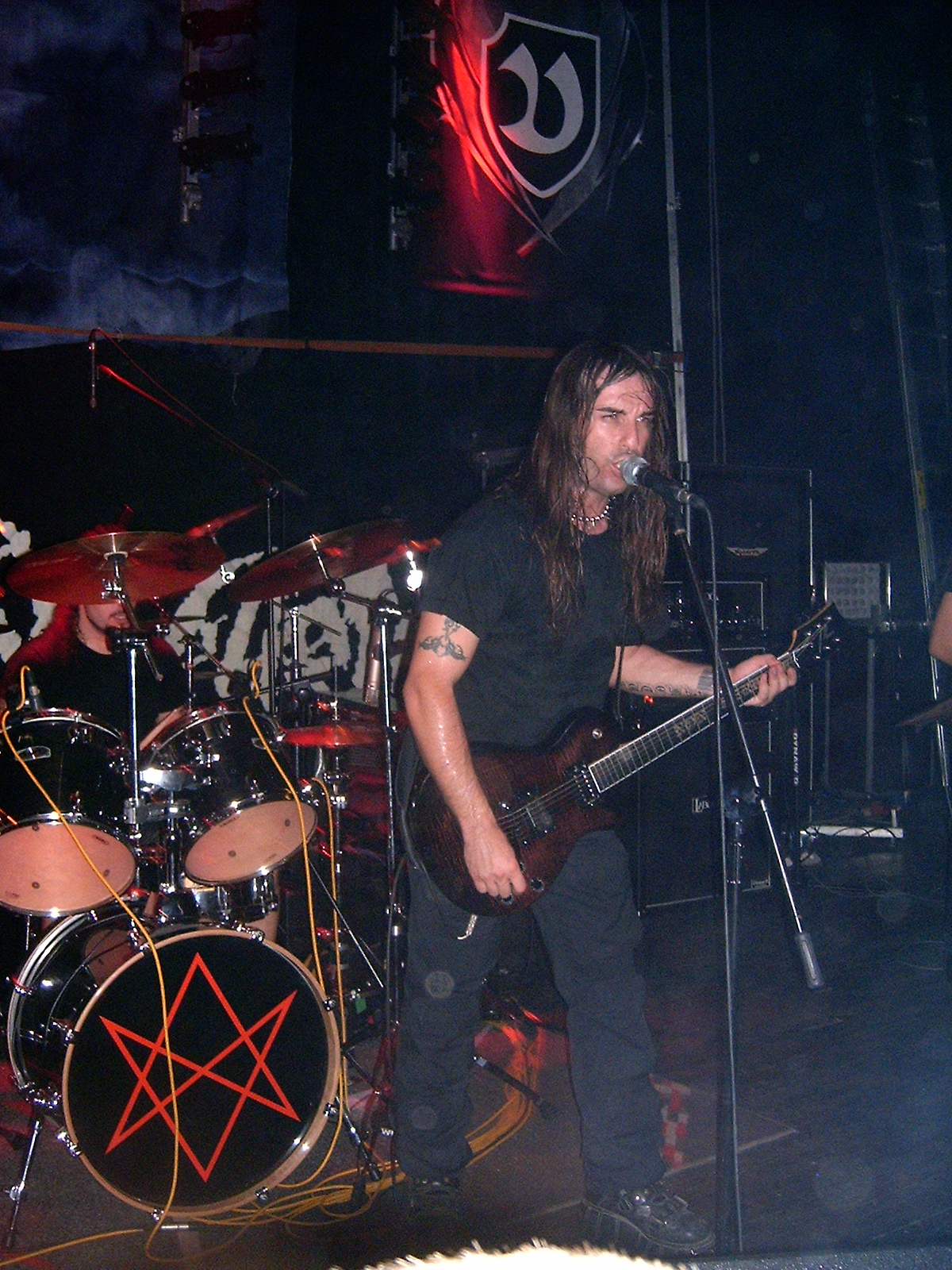
Rotting Christ en vivo. De izquierda a derecha: Themis Tolis y Sakis Tolis

En 2004 lanzaron su álbum Sanctus Diavolos.
Su undécimo álbum, Katá ton Daímona Eautoú, fue lanzado en marzo de 2013.
Su álbum Rituals fue lanzado el 12 de febrero de 2016.
El decimotercer álbum de estudio de Rotting Christ, The Heretics, fue lanzado el 15 de febrero de 2019.
El presente los encuentra como una de las bandas de metal más populares de Grecia.

## Discografía
Álbumes de estudio
- 1993: Thy Mighty Contract
- 1994: Non Serviam
- 1996: Triarchy of the Lost Lovers
- 1997: A Dead Poem
- 1999: Sleep of the Angels
- 2000: Khronos
- 2002: Genesis
- 2004: Sanctus Diabolos
- 2007: Theogonia
- 2010: Aealo
- 2013: Kata ton Daimona Eaytoy
- 2016: Rituals
- 2019: The Heretics
- 2024: Pro Xristou

Demos, sencillos, y DVD
- 1988: Decline's Return (demo)
- 1988: Leprosy of Death (demo no oficial)
- 1989: The Other Side of Life (EP split with Sound Pollution)
- 1989: Satanas Tedeum (demo)
- 1989: Passage to arcturo (EP)
- 1991: Passage to Arcturo (EP)
- 1991: Split with Monumentum (álbum split)
- 1991: Dawn of the Iconoclast (EP)
- 1992: Ades Wind (demo)
- 1993: Apokathelosis (EP)
- 1997: The Mystical Meeting (sencillo/en directo/cover recopilatorio)
- 1999: Der Perfekte Traum (sencillo/en directo)
- 2003: In Domine Sathana (en directo DVD)
- 2009: Non Serviam: A 20 Year Apocryphal Story (en directo DVD/CD)
- 2012: A Soundtrack to Mikael Häll's Doctoral Dissertation (editado por Malört förlag) (sencillo 7", split con Negative Plane)[13]

Álbum recopilatorio
- 2007: Thanatiphoro Anthologio

## Miembros
Miembros actuales
- Sakis Tolis - guitarra, voz (1986 – presente)
- Themis Tolis - batería (1986 – presente)
- George Emmanuel - guitarra (2012 – 2019)
- Vaggelis Karzis - bajo (2012 – 2019)

Exmiembros
- Jim «Mutilator» Patsouris - bajo (1986 – 1996)
- George «Magus Wampyr Daoloth» Zaharopoulos - teclados, voz (1992 – 1994)
- Costas Vasilakopoulos - guitarra (1996 – 2004)
- Andreas Lagios - bajo (1997 – 2011)
- Georgios Tolias - teclados (1997 – 2003)
- Giorgos Bokos - guitarra (2005 – 2012)

Músicos de estudio
- Panayiotis - teclados (1997)